# Cinctura
Cinctura is een geslacht van weekdieren uit de klasse van de Gastropoda (slakken).

## Soorten
- Cinctura branhamae (Rehder & Abbott, 1951)
- Cinctura hunteria (Perry, 1811)
- Cinctura lilium (Fischer von Waldheim, 1807)